# فرشاة الحلويات

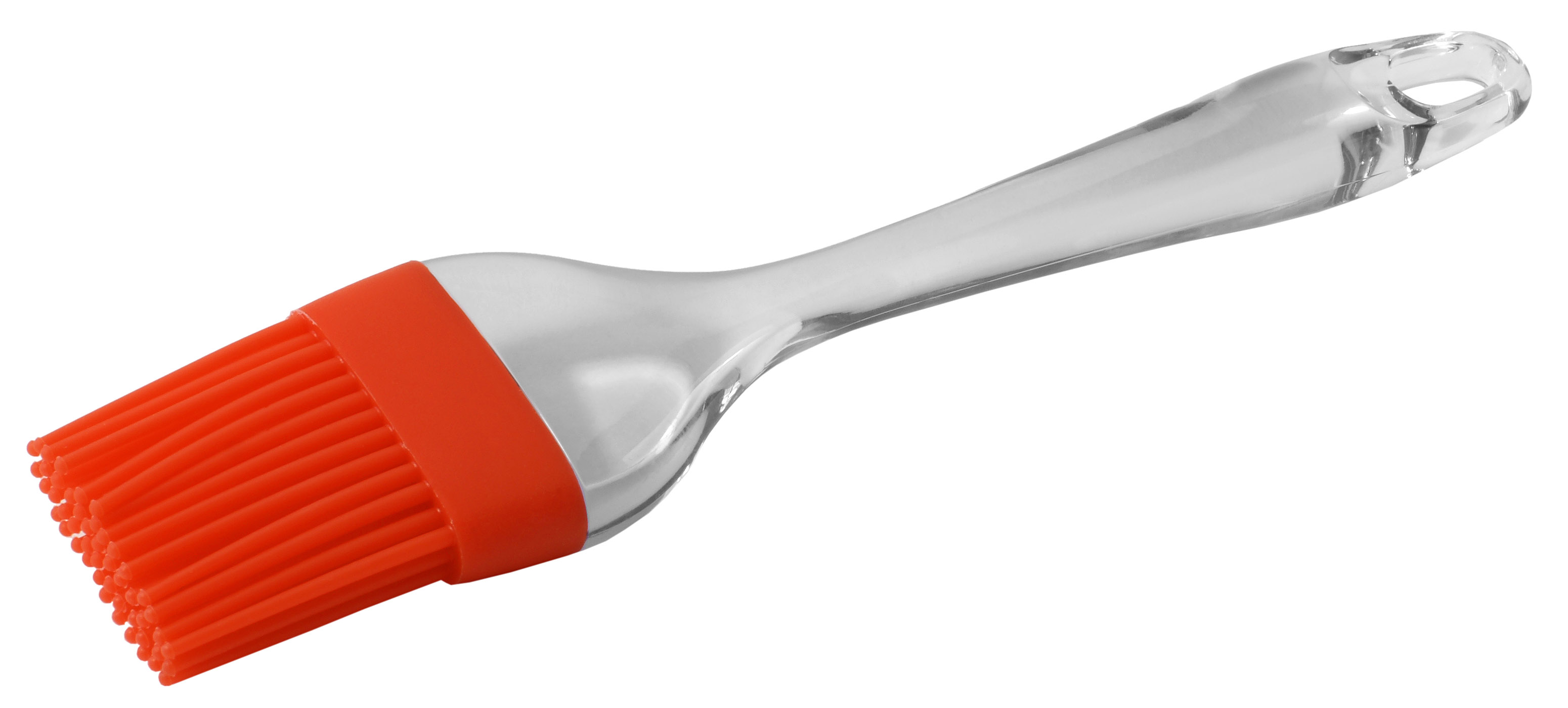
فُرشاة حلويات من السيليكون

فرشاة الحلويات المعروفة بفرشاة صب الزبدة، عبارة عن آداة طهي تُستخدم في بسط الزبدة أو الزيت أو طلاء (دهان) الطعام. تُصنع فرش الحلويات التقليدية من شعيرات طبيعية أو خيوط من البلاستيك أو النايلون تُشبه فرشاة الرسم، بينما يحتوي المطبخ الحديث على فرش مصنوعة من شعيرات السيليكون. تُستخدم فرشاة الحلويات في خبز المخبوزات (الخبز) والمُعجنات (الحلويات)، فعن طريقها يبسط الزيت أو الزبدة أو البيض على سطح الطعام. يُمكن استخدام فرش الحلويات في دهن اللحوم المشوية بالصوص والمرق فوق المقلاة وبسطها على سطح اللحم؛ لكي تجعل سطحها مُقرمش.